# Charles Rioust de Largentaye
Charles-Jules Rioust de Largentaye, né le 26 octobre 1820 à Pluduno (Côtes-du-Nord) et mort le 18 décembre 1883 à Saint-Brieuc (Côtes-du-Nord), est un homme politique français.

## Biographie
Fils de Marie-Ange Rioust de Largentaye, député de 1849 à 1851, et de Caroline du Breuil de Pontbriand, il est maire de Saint-Lormel et conseiller général du canton de Plancoët, vice-président  du Conseil général des Côtes-du-Nord, quand il est élu député royaliste légitimiste des Côtes-du-Nord en 1871. Il est réélu jusqu'à son décès en 1883 sans concurrent et avec des scores écrasants. 
Gendre d'Augustin Latimier du Clésieux, il est le père de Frédéric Rioust de Largentaye, qui lui succède, et le grand-père de Jean de Largentaye et du duc Étienne d'Audiffret-Pasquier.

## Source
- « Charles Rioust de Largentaye », dans Adolphe Robert et Gaston Cougny, Dictionnaire des parlementaires français, Edgar Bourloton, 1889-1891 [détail de l’édition]